# Huxley (Cheshire)
Huxley is een civil parish in het bestuurlijke gebied Cheshire West and Chester, in het Engelse graafschap Cheshire met 251 inwoners.